# The Tonys
The Tonys je sedmnáctá epizoda druhé série amerického televizního seriálu Smash. Napsal ji Joshua Safran a režíroval ji Michael Morris. Epizoda se poprvé vysílala ve Spojených státech dne 26. května na televizní stanici NBC. Jedná se o druhou část dvouhodinového finále seriálu, předchozí část se jmenovala The Nominations. The Tonys je poslední epizodou celého seriálu.

## Obsah epizody
Epizoda začíná snovou sekvencí, kde Ivy (Megan Hilty), Karen (Katharine McPhee, Jimmy (Jeremy Jordan), Ana (Krysta Rodriguez, Tom (Christian Borle, Julia (Debra Messingová), Eileen (Anjelica Huston, Derek (Jack Davenport a Sam (Leslie Odom mladší) zpívají píseň "Under Pressure" při cestě na předávání cen Tony. Tom se probouzí a přichází k němu Julia a společně se připravují na ceny Tony. Leigh a Ivy si zkoušejí šaty a Ivy ty své nemůže dopnout (protože je těhotná, ale nikomu to ještě zatím neřekla). Ivy naznačí, že by si chtěla dát na chvíli oddech, ale Leigh jí řekne, že nyní má jedinečnou šanci rozjet svou kariéru.
Karen jde navštívit Dereka, který je zavřený doma a nekomunikuje s okolím od té doby, co veřejně přiznal, že dal Daisy Parker (Mara Davi) roli v Hit Listu za to, že se s ním vyspala. Karen jde na zkoušku na vystoupení na cenách Tony a dozví se, že bude muset zpívat s Daisy a nelíbí se jí to. Potká se s Ivy, která ji řekne, že pokud s ní nechce zpívat, tak nemusí. Karen to tedy odmítne, to se ale nelíbí Daisy a tak zavolá Jerrymu a zařídí si na cenách Tony sólové vystoupení pouze pro sebe. Karen má pocit, že se Jimmy chce z večera vyvléknout, tak ho pozve, aby šel na předávání s ní. Jimmy mezitím předává svůj bývalý byt novému majiteli.
Eileen nachází Nicka, který ji nekontaktoval, protože ji nechtěl ohrožovat a zničit pověst. Eileen řekne, že jí je to fuk a že chce, aby byl Nick po jejím boku na předávání. Jimmy je u Toma a Julie a řekne ji, aby v případě Kylovy výhry za něj přečetla děkovnou řeč. Julia to ale odmítne a řekne, aby se Jimmy nevzdával a cenu šel převzít sám.
Dereka jde navštívit i Ivy, promluví mu do duše a řekne mu, že si přeje, aby na předávání přišel. Frank se setkává s Juliou a ta mu řekne, že si uvědomila, že po celou dobu jejich manželství byla zamilovaná do Michaela Swifta (Will Chase), i když si to nepřiznávala. Frank ji poděkuje, že k němu byla upřímná. Karen se připravuje na ceny Tony, bojí se, že Jimmy nepřijde, ale nakonec se ukáže a přinese i Kylův lístek, takže s nimi může jít i Ana.
Nadešlo předávání cen Tony – cenu pro nejlepší herečku ve vedlejší roli získává Daisy Parker za Hit List, za nejlepší libreto získá in memoriam cenu Kyle Bishop a Jimmy cenu přijme s dojemnou děkovnou řečí, cenu pro nejlepší hudbu a/nebo nejlepší text psaný pro divadlo získají Julia a Tom, cenu za nejlepší choreografii získá Derek za Hit List. Derek se na předávání překvapivě ukáže, děkuje porotě za to, že neocenila člověka, ale práci, kterou udělal a cenu věnuje "ženě, kterou miluje" – Ivy Lynn. Derek a Jimmy později udělají léčku na Daisy – před jejím vystoupením ji vyhodí. Místo ní vystupují všichni herci z Hit Listu s písní „Broadway, Here I Come!", kterou zpívají a capella a od publika si vyslouží potlesk vestoje. Julia a Tom se setkávají s Patrickem, a ten jim nabízí práci jako skladatelskému duu. Tom je do Patricka zamilovaný a běží za ním a políbí ho. Patrick mu poté řekne, že je poctěn, ale že není gay.
Cenu pro nejlepší hlavní herečku získává Ivy Lynn za interpretaci Marylin. Ivy je v šoku, je šťastná, Karen je smutná, ale Eileen ji povzbudí. Nakonec přichází kategorie nejlepší muzikál, kterou vyhraje Bombshell. Po předávání si Jimmy jde promluvit s Karen a řekne ji o sobě celou pravdu – že před pěti lety byl na večírku s dívkou, kterou vůbec nezná, měli drogy a on ji pak našel ležet na zemi a nehýbala se. V šoku utekl, změnil si jméno a setkal se s Kylem a Adamem. Myslel na to každý den a nyní se dozvěděl, že ta dívka je naživu a je v pořádku, ale Jimmy přesto bude muset jít do vězení na 6 až 18 měsíců za distribuci nepovolené substance. Řekne ji, že je rád, že z něj je jiný člověk, kterého z něj udělala ona.
Karen a Ivy zpívají píseň „Big Finish". Během této písně se Karen loučí s Jimmym před jeho nástupem do vězení a líbají se. Ivy řekne Derekovi, že je těhotná a vidíme je, jak jsou společně šťastní. Julia přichází za Michaelem Swiftem a dávají se spolu opět dohromady a Ana s Karen se koukají na Kylovu cenu Tony. Celá píseň i seriál se uzavírá broadwayským zakončením.

## Seznam písní
- „Under Pressure"
- „Broadway, Here I Come!"
- „Big Finish"

## Natáčení
Epizoda obsahovala tři písně, z toho jednu cover verzi – "Under Pressure" od Queen a Davida Bowieho a své původní, z toho jedna již v seriálu zazněla. Opakovanou "Broadway, Here I Come!" složil Joe Iconis. "Big Finish" napsali dvorní skladatelé seriálu, Marc Shaiman a Scott Wittman.
Opakovaná píseň "Broadway, Here I Come!" byla nyní uvedena v a capella verzi, kterou zpívalo celé obsazení Hit Listu a "Under Pressure" a "Big Finish" jsou dostupné na soundtrackovém albu "The Music of Smash: The Complete Season 2".